# Justus Datho Quintus
Justus Datho Quintus (ur. 18 września 1733 w Groningen, zm. 9 grudnia 1817) − prawnik, adwokat, holenderski polityk.
Adoptował go radca miejski Guillelmus Quintus (1695–1755) i jego żona Rebecca Maria Wichers (1704–1784).
J.D. Quintus był burmistrzem Groningen (1786–1795), a potem merem tego miasta (1803–1809).